# Red Garters
Red Garters (Brasil: Ligas Encarnadas ) é um filme estadunidense de 1954, do gênero faroeste musical, dirigido por George Marshall e estrelado por Rosemary Clooney e Jack Carson. Uma sátira ousada, o filme subverte os clichês do gênero (os maus são mais rápidos no saque que o mocinho, a dama em perigo não é salva no último minuto etc), mas foi recebido friamente pelo público, que não estava preparado para suas inovações.
Os cenários são artificiais, mais sugeridos que (impressionisticamente) pintados, o que deu à produção uma indicação ao Oscar, na categoria Melhor Direção de Arte/Decoração de Interiores.
A dupla Jay Livingston e Ray Evans escreveu onze canções, cantadas por Rosemary Clooney e/ou Guy Mitchell em sua maioria, mas nenhuma delas foi sucesso.

## Sinopse
Reb Randall chega a pequena cidade da Califórnia para vingar a morte do irmão Robin. Ele conhece a dona do saloon, Calaveras Kate, que tem um relacionamento tumultuado com o prefeito Jason Carberry, e se envolve com Susanna Martinez de la Cruz, enteada de Jason. Finalmente, descobre o assassino e marca um duelo com ele, porém as namoradas dos desafiantes querem impedir o banho de sangue.

## Elenco
| Ator/Atriz       | Personagem                  |
| ---------------- | --------------------------- |
| Rosemary Clooney | Calaveras Kate              |
| Jack Carson      | Jason Carberry              |
| Guy Mitchell\|   | Reb Randall                 |
| Pat Crowley      | Susanna Martinez de la Cruz |
| Gene Barry       | Rafael Moreno               |
| Cass Daley       | Minnie Redwing              |
| Frank Faylen     | Billy Buckett               |
| Reginald Owen    | Juiz Wallace Winthrop       |
| Buddy Ebsen      | Ginger Pete                 |

## Principais premiações
| Prêmio | Categoria                                                 | Situação |
| ------ | --------------------------------------------------------- | -------- |
| Oscar  | Melhor Direção de Arte/Decoração de Interiores (em cores) | Indicado |